# Часткова геометрія
Нехай є структура інцидентності {\displaystyle C=(P,L,I)}, що складається з точок {\displaystyle P}, прямих {\displaystyle L} і прапорів {\displaystyle I\subseteq P\times L}. Кажуть, що точка {\displaystyle p} інцидентна прямий {\displaystyle l}, якщо {\displaystyle (p,l)\in I}. Структура називається скінченною частковою геометрією, якщо існують цілі числа {\displaystyle s,t,\alpha \geq 1}, такі, що:
- Для будь-якої пари різних точок {\displaystyle p} і {\displaystyle q} існує максимум одна пряма, яка відповідає обом точкам.
- Кожна пряма інцидентна {\displaystyle s+1} точці.
- Кожна точка інцидентна {\displaystyle t+1} прямій.
- Якщо точка {\displaystyle p} і пряма {\displaystyle l} не інцидентні, існує рівно {\displaystyle \alpha } пар {\displaystyle (q,m)\in I}, таких, що {\displaystyle p} інцидентна {\displaystyle m}, а {\displaystyle q} інцидентна {\displaystyle l}.

Часткова геометрія з цими параметрами позначається {\displaystyle pg(s,t,\alpha )}.

## Властивості
- Число точок задається формулою {\displaystyle {\frac {(s+1)(st+\alpha )}{\alpha }}}, а число прямих — формулою {\displaystyle {\frac {(t+1)(st+\alpha )}{\alpha }}}.
- Точковий граф[1] структури {\displaystyle pg(s,t,\alpha )} є сильно регулярним графом: {\displaystyle srg((s+1){\frac {(st+\alpha )}{\alpha }},s(t+1),s-1+t(\alpha -1),\alpha (t+1))}.
- Часткові геометрії двоїсті — двоїстою структурою для {\displaystyle pg(s,t,\alpha )} є структура {\displaystyle pg(t,s,\alpha )}.

## Окремі випадки
- Узагальнені чотирикутники — це точно часткові геометрії {\displaystyle pg(s,t,\alpha )} з {\displaystyle \alpha =1}.
- Системи Штейнера — це точно часткові геометрії {\displaystyle pg(s,t,\alpha )} з {\displaystyle \alpha =s+1}.

## Узагальнення
Частково лінійний простір {\displaystyle S=(P,L,I)} порядку {\displaystyle s,t} називають напівчастковою геометрією, якщо існують цілі числа {\displaystyle \alpha \geq 1,\mu }, такі, що:
- Якщо точка {\displaystyle p} і пряма {\displaystyle \ell } не інцидентні, існує або {\displaystyle 0}, або рівно {\displaystyle \alpha } пар {\displaystyle (q,m)\in I}, таких, що {\displaystyle p} інцидентна {\displaystyle m} і {\displaystyle q} інцидентна {\displaystyle \ell }.
- Будь-яка пара неколінеарних точок має рівно {\displaystyle \mu } спільних сусідів.

Напівчасткова геометрія є частковою геометрією тоді і тільки тоді, коли {\displaystyle \mu =\alpha (t+1)}.
Легко показати, що граф колінеарності такої геометрії строго регулярний з параметрами
{\displaystyle (1+s(t+1)+s(t+1)t(s-\alpha +1)/\mu ,s(t+1),s-1+t(\alpha -1),\mu )}.
Хороший приклад такої геометрії виходить, якщо взяти афінні точки {\displaystyle PG(3,q^{2})} і тільки ті прямі, які перетинають площину на нескінченності в точці фіксованої підплощини Бера. Геометрія має параметри {\displaystyle (s,t,\alpha ,\mu )=(q^{2}-1,q^{2}+q,q,q(q+1))}.